# گابریل کاسیوس
گابریل کاسیوس (به انگلیسی: Gabriel Casseus) (زاده ۲۸ آوریل ۱۹۷۲) بازیگر آمریکایی است.
از فیلم‌های معروف او می‌توان به بازی در فیلم ۱۵ دقیقه، سگ سیاه و چشمانشان نظاره‌گر خدا بود اشاره کرد.